# Phoroncidia septemaculeata
Phoroncidia septemaculeata là một loài nhện trong họ Theridiidae.
Loài này thuộc chi Phoroncidia. Phoroncidia septemaculeata được Octavius Pickard-Cambridge miêu tả năm 1873.